# فرانك هنري كريجان
فرانك هنري كريجان (بالإنجليزية: Frank Henry Kerrigan)‏ (و. 1868 – 1935 م) هو محام، وقاض من الولايات المتحدة الأمريكية .